# Watertoren (Rotterdam De Esch)
De oude watertoren van Rotterdam in De Esch is ontworpen door architect C.B. van der Tak en werd gebouwd in 1871-1873. Een aantal eveneens door hem ontworpen werkplaatshallen maakt deel uit van het complex.
Deze watertoren is de oudste nog bestaande watertoren van Nederland. De watertoren heeft een hoogte van 48 meter en telt zeven waterreservoirs. De toren had een waterreservoir met inhoud van ruim een miljoen liter. Hiermee was de toren een van de grootste watertorens van Nederland. De toren is ontworpen in een eclectische mengeling van neoromaanse, neorenaissancistische en Oosterse stijlvormen. Onder het waterreservoir waren de woningen van het personeel van het waterleidingbedrijf dat op het terrein werkte.
Toen in 1978 het waterleidingbedrijf verhuisde naar een andere locatie, werden de woningen en de werkplaatsen vervangen door een coöperatieve vereniging, hout-, keramiek- en metaalwerkplaats, fotostudio en een geluidsstudio.
In 1986 heeft openbare werken Rotterdam de toren gerenoveerd. Hierbij is het watervat vervangen door kantoorruimtes.
In de toren is momenteel een café en restaurant genaamd De Watertoren. De bovenste verdieping is in gebruik als kantoor. De toren is gelegen aan de Watertorenweg.
De watertoren en bijgebouwen zijn in 1981 erkend als Rijksmonument.

## Andere watertorens in Rotterdam
- Watertoren (Rotterdam Delfshaven) (voormalig)
- Watertoren (Rotterdam Europoort)
- Watertoren (Rotterdam IJsselmonde) (voormalig)
- Watertoren (Rotterdam Mallegat)

## Galerij

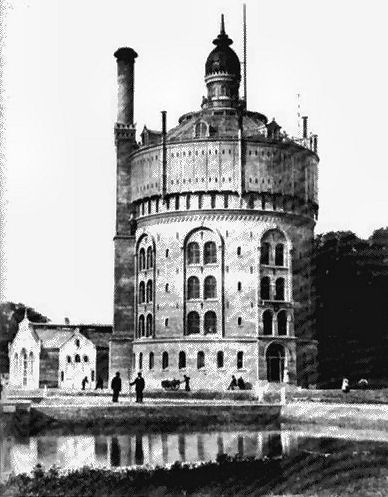
De watertoren zoals hij er vroeger uitzag
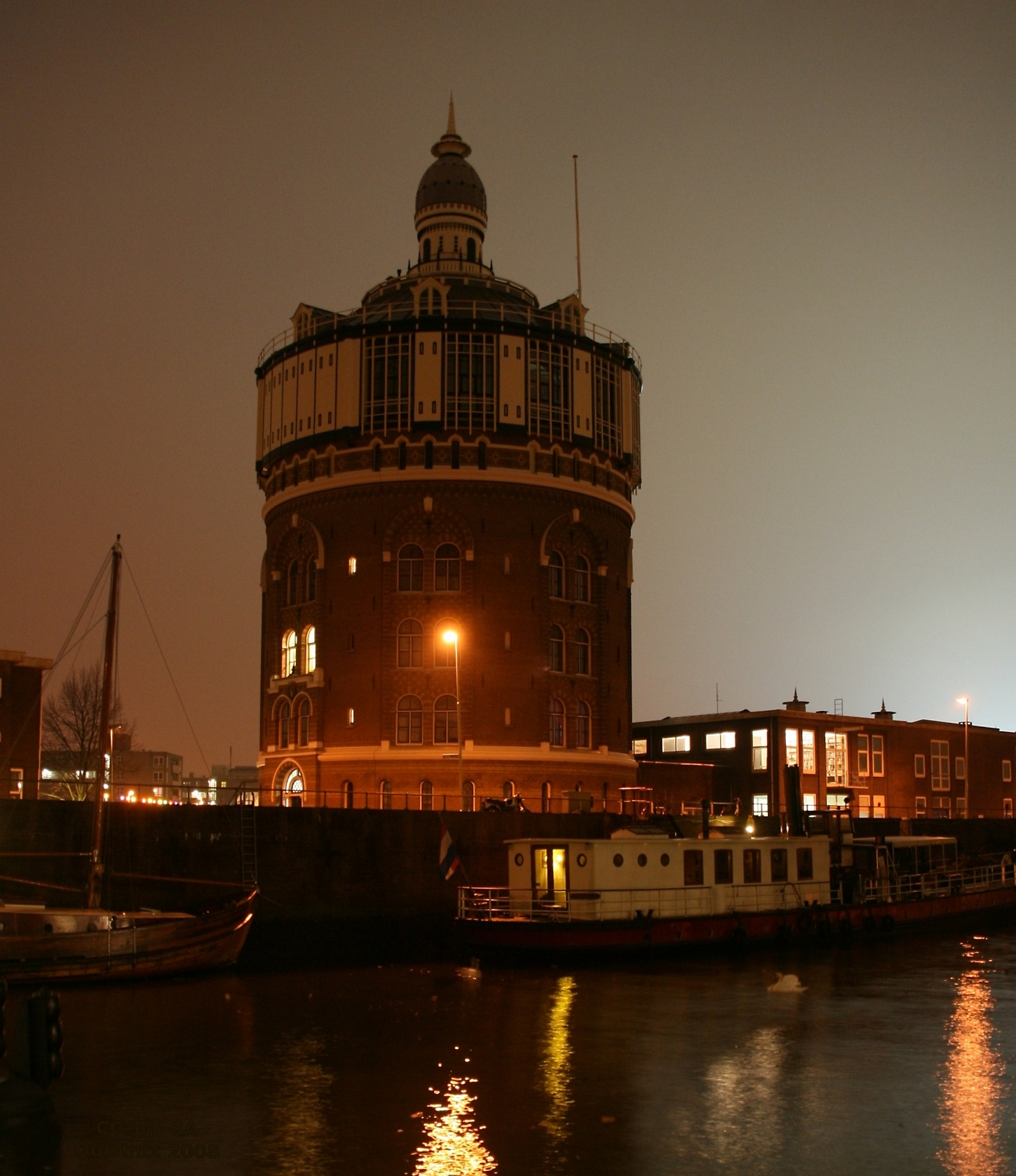
De watertoren bij nacht
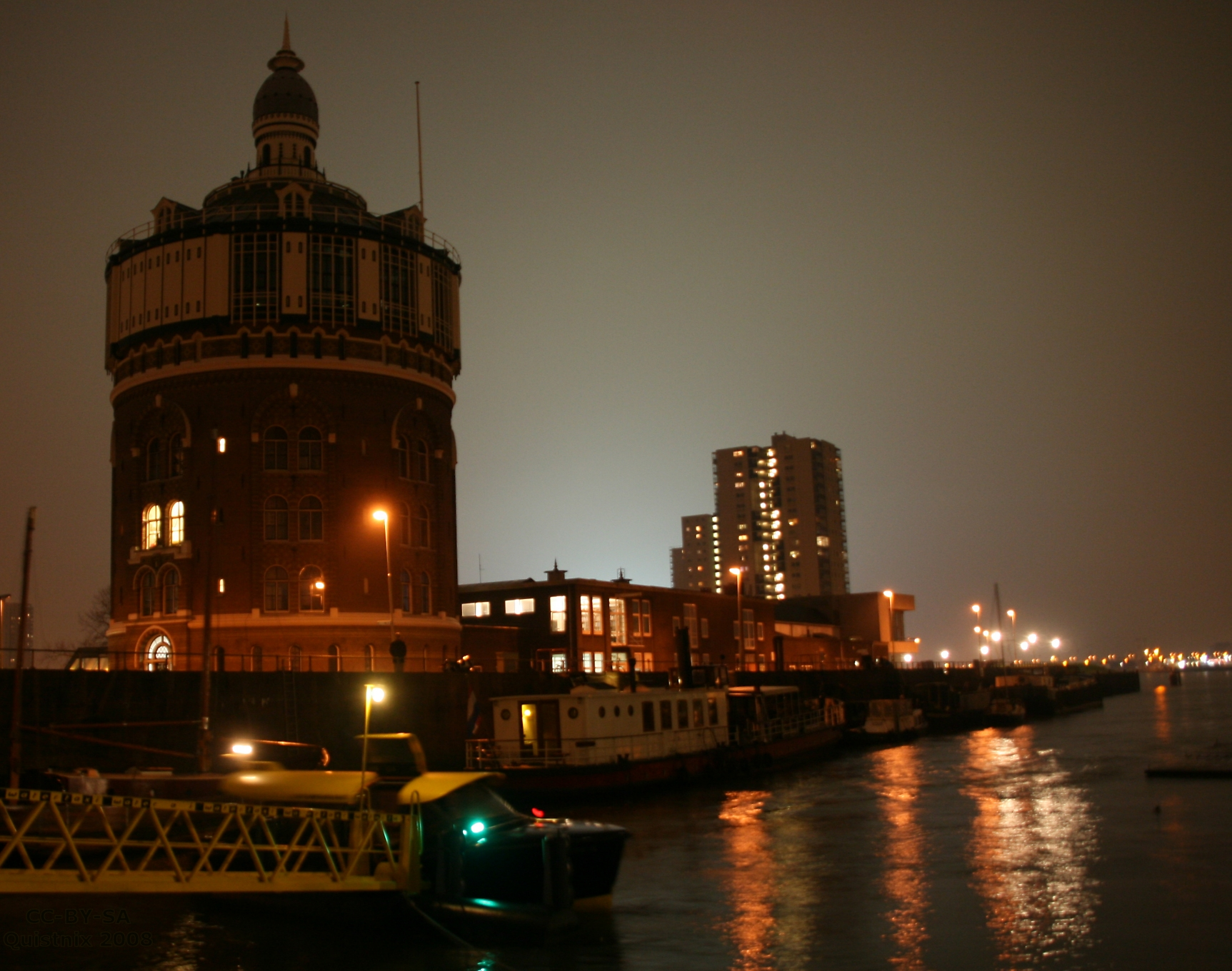
De toren bij nacht